# Hiro H1H
Хіро H1H (англ. Hiro H1H) — серійний летючий човен Імперського флоту Японії 20-30-х років 20 століття. Виготовлявся флотськими арсеналами Хіро, Йокосука і компанією Aichi.

## Історія створення
На початку 1920-х років Імперський флот Японії розгорнув будівництво ліцензійних летючих човнів Felixstowe F.5. За умовами ліцензії був передбачений випуск 60 летючих човнів. Але ця кількість не покривала потреб флоту, тому в 1926 році флот звернувся до арсеналу Хіро з замовленням на створення свого летючого човна. Головним інженером проєкту став лейтенант Йошіо Хашіґучі, а сам проєкт базувався досвіді отриманому при виготовленні F.5, а також технологіях закуплених в британського виробника Short Brothers.
Дизайн фюзеляжу нового літака в цілому нагадував F.5, це був суцільнодерев'яний біплан з полотняною обшивкою, але крила були повністю новими, пристосованими до більших швидкостей. Зокрема їх розмах став меншим, а крила підтримувались тільки двома парами міжкрильних стійок. Перши прототип був готовий восени 1927 року, і хоча деякі недоліки довелось виправити в цілому аероплан повністю відповідав очікуванням, зокрема мав гарну стабільність, контрольованість і льотні характеристики. Проєкт був прийнятий на озброєння з назвою Летючий човен Тип 15 (яп. 一五式飛行艇, Ічіґо-шікі Хікотей), або Н1Н в короткій системі позначень. Серійне виробництво літака почалося після завершення виробництва F.5 на тих же складальних лініях арсеналу Хіро (з лютого 1929) і фабриці Aichi (мало початись в 1929 році, але через проблеми з двигунами теж почалось в 1929 році).
Перший побудований прототип оснащувався виготовленими за ліцензією на арсеналі Хіро двигунами Lorraine I (400 к.с). В лютому 1929 року в Хіро було завершено першу серійну модифікацію H1H1 з двигунами Lorraine W-12 (450 к.с), які приводили в рух дволопасний гвинт. Спочатку літак оснащувався звичайними елеронами, але для полегшення керування їх було подовжено за край крила. Також додались два менші кіля на кінці хвостової горизонтальної поверхні, а підкрильні дерев'яні поплавки замінені на металеві.
H1H2 створювався як експериментальний суцільно-металевий варіант на арсеналі Йокосука. Фюзеляж мав бути таким самим як в H1H1, але посилений повздовжніми зовнішніми ребрами жорсткості типу Dornier. Також кіль був тільки один, але зі збільшеною площею. Цей варіант надійшов на озброєння флоту в 1930 році. В процесі виробництва також було створено варіант з двигунами BMW VII (500 к.с.) і чотирилопасними гвинтами. Фюзеляж і підкрильні поплавки були металевими, але крило було дерев'яним з полотняним покриттям. Проте цей варіант виявився заважким і демонстрував гірші характеристики, тому флот відмовився від подальшої розробки проєкту.
Варіант H1H3 виготовлявся на фабриках Aichi і оснащувався двигуном Lorraine V-12 (450 к.с) і чотирилопасним гвинтом. Крила і фюзеляж були ідентичними до фінальних варіантів H1H1, проте через кращі двигуни масу літака вдалось зменшити на 600 кг, що відмінно позначилось на льотних характеристиках. Всі варіанти могли оснащуватись озброєнням з двох 7,7-мм кулеметів у турелях у носовій та середній частині літака, а також до 300 кг бомб.

## Модифікації
- H1H (Летючий човен Тип 15) — перший прототип з двома двигунами Lorraine I (потужність 400 к.с.)
- H1H1 (Летючий човен Тип 15-1, яп. 一五式一号飛行艇, Ічіґо-шікі Ічіґо Хікотей) — модифікація, оснащена 2 двигунами Lorraine W-12 (потужність 450 к.с.)
- H1H2 (Летючий човен Тип 15-1 модифікація 1, яп. 一五式一号改一飛行艇, Ічіґо-шікі Ічіґо Кай-ічі Хікотей) — модифікація, оснащена 2 двигунами Lorraine W-12 (потужність 450 к.с.) або 2 двигунами BMW VII (потужність 500 к.с.)
- H1H3 (Летючий човен Тип 15-2, яп. 一五式二号飛行艇, Ічіґо-шікі Ніґо Хікотей) — модифікація, оснащена 2 двигунами Lorraine V-12 (потужність 450 к.с.) і чотирилопасними гвинтами. Виготовлявся виключно компанією Aichi в кількості 45 літаків.[3]

## Історія використання
Летючі човни H1H стали основою парку морської розвідувальної та патрульної авіації у 30-х роках 20-го століття, ставши найкращим японським летючим човном на момент прийняття на озброєння. Вони несли службу в береговій обороні Японії. У бойових діях участі не брали.
Останні екземпляри були списані наприкінці 30-х років, пізніше, ніж Hiro H2H, Kawanishi H3K, Hiro H4H, головним чином через свою надійність та величезну, 14-годинну тривалість польоту, що дозволяла довго патрулювати акваторію. Демонстрацією надійності літака став демонстраційний політ чотирьох H1H по маршруту Йокосука-Тітідзіма-Мауг(Маріанські острови)-Сайпан-Йокосука, подолавши 4700 кілометрів за чотири дні без жодної серйозної поламки.

## Тактико-технічні характеристики
Дані з Japanese Aircraft 1910—1941
|                       |                       | H1H1                           | H1H2                           |
| --------------------- | --------------------- | ------------------------------ | ------------------------------ |
| Екіпаж                | Екіпаж                | 6 осіб                         | 6 осіб                         |
| Довжина               | Довжина               | 15,11 м                        | 15,91 м                        |
| Висота                | Висота                | 5,19 м                         | 5,47 м                         |
| Розмах крил           | Розмах крил           | 22,97 м                        | 22 м                           |
| Площа крил            | Площа крил            | -                              |                                |
| Маса                  | пустого               | 4020 кг                        | 4450 кг                        |
| Маса                  | спорядженого          | 6100 кг                        | 6500 кг                        |
| Навантаження на крило | Навантаження на крило | 52 кг/м²                       | -                              |
| Двигуни               | Двигуни               | 2 × Lorraine W-12              | 2 × BMW VII                    |
| Потужність            | номінальна            | 2 × 450 к. с.                  | 2 × 500 к. с.                  |
| Потужність            | питома                | 6,78 кг/к. с.                  | 6,5 кг/к. с.                   |
| Швидкість             | максимальна           | 170 км/год                     | 167 км/год                     |
| Швидкість             | крейсерська           | 155 км/год                     | 155 км/год                     |
| Час польоту           | Час польоту           | 14 г 30 хв                     | -                              |
| Час підйому           | Час підйому           | 33 хв. 50 с. на висоту 3000 м. | 34 хв. 15 c. на висоту 3000 м. |
| Практична стеля       | Практична стеля       | 3000 м                         | -                              |

### Озброєння
- Кулеметне:
  - 1 × 7,7 мм кулемет в хвостовій турелі
  - 1 × 7,7 мм кулемет в верхній турелі
- Бомбове навантаження:
  - до 300 кг бомб